# 34227 Daveyhuang
34227 Daveyhuang este o planetă minoră (asteroid) din centura de asteroizi. A fost descoperită pe 25 august 2000 la Experimental Test Site⁠(d) de Lincoln Near-Earth Asteroid Research. 
Obiectul prezintă o orbită caracterizată de o semiaxă mare de 2,2782464 UAi, o excentricitate de 0,07, o înclinație de 5,53892 ° în raport cu ecliptica.